# Callistochiton squamigercostatus
Callistochiton squamigercostatus är en blötdjursart som beskrevs av Kaas och Van Belle 1994. Callistochiton squamigercostatus ingår i släktet Callistochiton och familjen Ischnochitonidae.
Artens utbredningsområde är Papua Nya Guinea. Inga underarter finns listade i Catalogue of Life.